# Ovädret i Skottland, södra Skandinavien och norra Tyskland februari 2011
Ovädret i Skottland, södra Skandinavien och norra Tyskland var egentligen två oväder som drabbade Skottland respektive södra Skandinavien den 2-3 respektive den 7-8 februari. 
Orsaken till ovädret var detsamma båda tillfällena; varm luft från Balkan och Sydfrankrike strömmade upp med sydostvindar mot Nordsjön, medan kallfronter från Grönland strömmade ned mot Irland, där de olika luftmassorna stötte på varandra. Kraftiga jetströmmar i anslutning till en böljande polarfront norr om Island och Svalbard sträckte sig från Island över Norska havet via Färöarna och ned mot Irland och nordvästra Skottland med hård västlig vind. I samband med kollision mellan luftmassorna drog orkanbyar in över Skotska högländerna med uppåt 43 m/s den 2-3. Ytterliga en front sträckte sig från norra Skottland och över Nordsjön till Danmark och Sydsverige med stormbyar och på Hanö uppmättes orkanbyar upp till 40 m/s, vilket var den kraftigaste vindbyn i Sverige i februari bortsett från fjällen. Ovädret berörde detta område den 7-8 efter att ha legat över Nordsjön och Skagerrak och roterat runt sig självt. En mindre försmak av ovädret berörde emellertid detta område den 4-5. Det senare var kraftigast med 31 m/s i Helsingborg, och även nederbörd i form av regn och blötsnö. 
Ovädret över Nordsjön och Skotska högländerna var ett av de värsta någonsin där, med omfattande skador på hus och elnät, liksom extremt högvatten och även översvämningar.